# Musso & Frank Grill
Musso & Frank Grill est un restaurant de Los Angeles (États-Unis) situé 6667-9 Hollywood Boulevard. Il est célèbre pour avoir eu comme clients de nombreuses personnalités du monde du cinéma.

## Histoire
Fondé en 1919 sous le nom de « François », le restaurant devient le « Musso & Frank » en 1925 puis est repris en 1927 par la famille Echeverria. Le premier Echeverria avait été exilé d'Italie alors, qu'ingénieur chez Fiat, il avait refusé de construire des tanks pour le régime fasciste.
Situé près des studios de cinéma de la ville, alors en plein essor, le restaurant devient bientôt prisé du monde du cinéma, entre signatures de contrats et soirées entre acteurs. En 1934, une « backroom » est créée pour célébrer la prohibition.
Des scènes d’Ed Wood (1994) de Tim Burton et d’Ocean's Eleven (2001) de Steven Soderbergh y ont été tournées. Une scène du film Once Upon a Time… in Hollywood (2019) s'y déroule.
L'établissement possède deux anciennes cabines téléphoniques (qui ne fonctionnent plus), dont l'une fut le premier téléphone public de Los Angeles. Contrairement à la plupart des bâtiments du vieil Hollywood, qui ont disparu, le Musso & Frank Grill conserve une ambiance et une décoration d'époque : le papier peint, les boiseries ou le gril n'ont jamais été changés depuis la fondation du restaurant.
Parmi les clients célèbres, on peut citer Frank Sinatra, Lauren Bacall, Dennis Hopper, F. Scott Fitzgerald, John Fante, Charles Bukowski, Charlie Chaplin, Dorothy Parker, William Faulkner, Orson Welles, Charlton Heston, Steve McQueen, Jack Nicholson, Johnny Depp, Warren Beatty, les Rolling Stones, ou encore Gore Vidal, qui disait qu'y entrer était comme « pénétrer dans un bain chaud ».